# Gracilodes metopis
Gracilodes metopis là một loài bướm đêm trong họ Erebidae.